# Sebastian Erlacher

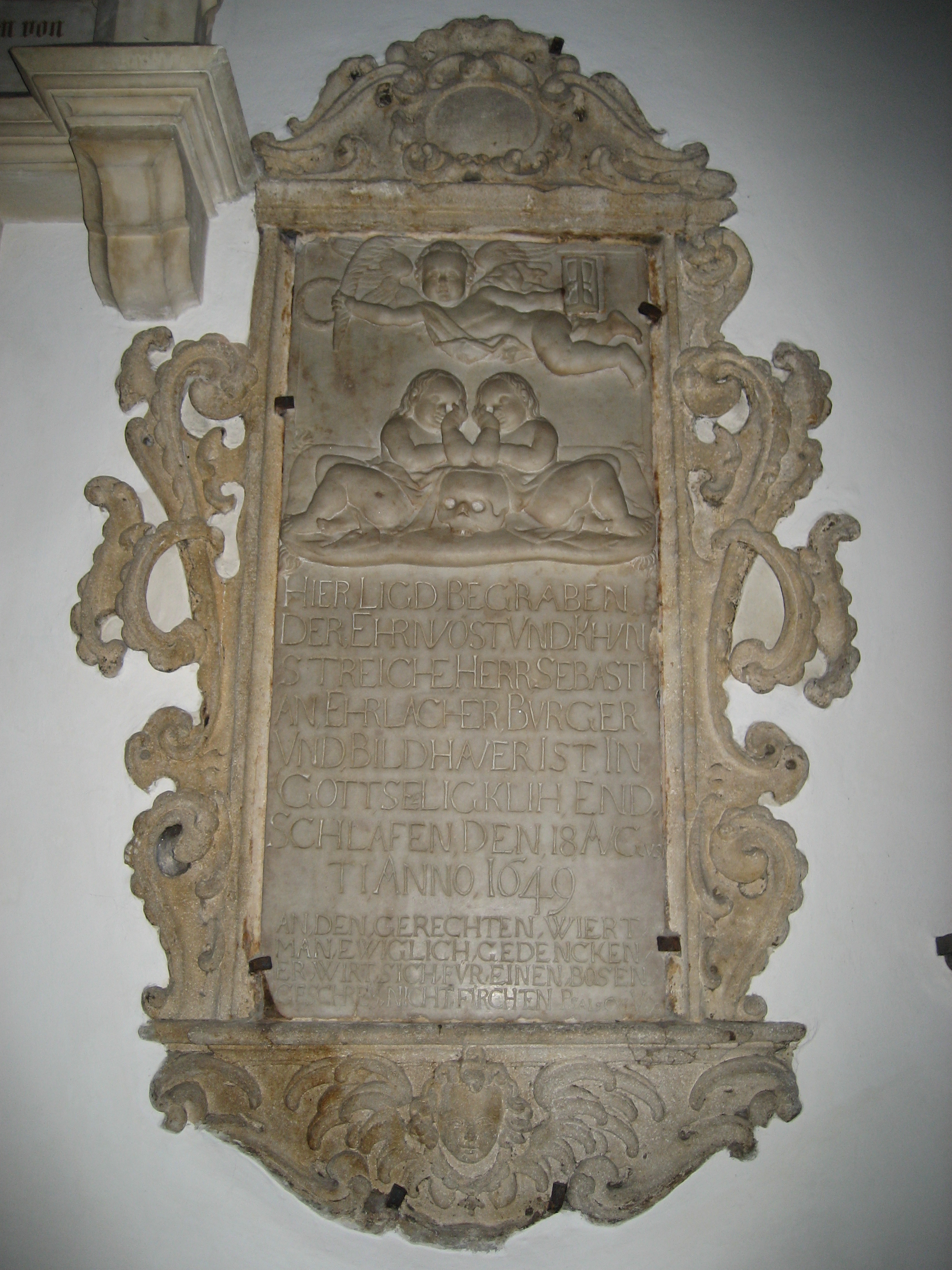
Grabdenkmal des Sebastian Erlacher in der Grazer Stadtpfarrkirche

Sebastian Erlacher (* 1609; † 18. August 1649) war ein in Bayern geborener und in Österreich tätiger Bildhauer des Barock.

## Leben
Erlacher stammte aus dem bayrischen Tegernsee. Er war vom 23. Oktober 1633 bis zu seinem Tod mit Anna Maria Erlacher, geb. Khrätschmair (vor 1618–17. Mai 1677) verheiratet, der Mutter des Architekten Johann Bernhard Fischer von Erlach (1656–1723). Bernhard Fischer von Erlachs Vater, Johann Baptist Fischer, war ein Lehrling in Sebastian Erlachers Grazer Werkstätte, der auch dessen Witwe im Jahr 1650 ehelichte. 
Im Langhaus der Grazer Stadtpfarrkirche befindet sich das Epitaph Erlachers. Das Denkmal stammt von seinem Nachfolger Johann Baptist Fischer. Es besteht aus einer marmornen Inschriftentafel, Relief-Putten mit Vanitasymbolen und einer Rahmung mit Ohrmuschel und Knorpelwerk.
Die drei überlebensgroßen Sandsteinfiguren am Giebel über dem Haupteingang des Grazer Mausoleums werden Sebastian Erlacher zugeschrieben. Auch die beiden Seitenaltäre (ca. 1648) in der Pfarrkirche Nestelbach bei Graz stammen von ihm oder aus seiner Werkstatt; sie wurden aus der Pfarrkirche St. Peter nach Nestelbach ins Grazer Umland übertragen.